# Дечје обданиште Свети Никола у Београду
Дечје обданиште Свети Никола у Београду основано је 21. децембра 1930. године. Тог дана у дому Друштва за васпитање и заштиту деце, у Гарашаниновој улици број 34, одржала се прва оснивачка скупштина, на којој је одлучено да се оснује ово обданиште. Циљ оснивања био је да се у овом обданишту хране, чувају и васпитавају деца старости од 4 до 7 година, која живе на територији Душановца и чија су оба родитеља радила преко целог дана. Деца су могла боравити у обданишту у периоду од 6 до 16 часова. За прву председницу изабрана је Љубица Константиновић, а за патрона обданишта узет је летњи Свети Никола, што је уједно и слава друштва. 
Друштво је лепо и брзо напредовало, од оснивања до 1939. године кроз ово обданиште прошло је више од 140.000 деце, а неретко је друштво успевало да у зимским месецима опреми децу зимском обућом и гардеробом. Битан циљ друштва био је и да подигну сопствени дом. Друштво се издржавало од субвенција београдске општине, која им је давала 4000 динара месечно, као и од помоћи Министарства социјалне политике и народног здравља, чланарина, добровољних прилога и прикупљеним средствима на различитим приредбама и догађајима. 
На скупштини која је одржана 7. јуна 1936. године изабрана је управа, председница је била Зорка Марић, потпредседница Милица Петровић, секретар Милица Бркић, благајница Јованка Ђорђевић и чланице управе Јела Милутиновић, Олга Шмахер, Савка Јовановић. У Надзорном одбору председница је била Дара Стевчић, а секретари Мирослава Вајда и Марија Буњак. Саветодавни одбор чинили су Душан Ђорђевић, директор основне школе и Михаило Вукичевић, капетан у пензији.